# Risiny
Il risiny è un dolce originario della Liguria, e precisamente della zona dell'entroterra di Alassio.
La forma del risiny assomiglia a quella di un budino ed è composto da uguali quantità (ben duecentocinquanta grammi ciascuna) di farina, di zucchero e di burro, assieme a sei uova e a mezza buccia di limone. Il tutto viene impastato e mescolato all'interno di una formella, preferibilmente di rame, poi cotto nel forno e, una volta terminata la cottura, sformato su un piatto da portata e cosparso di zucchero come una sorta di pandoro.
La qualità e la quantità degli ingredienti utilizzati lo rendono un dolce assai ipercalorico, ed è forse per questo che non risulta attualmente diffuso e popolare, relegato com'è in certi vecchi antichi testi di cucina, da cui talvolta è stato "riesumato"